# James Botham
Pas d'image ? Cliquez ici

a Compétitions nationales et continentales officielles uniquement.

b Matchs officiels uniquement.
Dernière mise à jour le 31 juillet 2025.
James Botham, né le 22 février 1998 à Cardiff (pays de Galles), est un joueur international gallois de rugby à XV évoluant aux postes de troisième ligne aile ou de troisième ligne centre. Il joue en United Rugby Championship avec Cardiff Rugby depuis 2016.
Son grand-père, Ian Botham, est un joueur de cricket reconnu tandis que son père Liam Botham (en) a également joué au cricket mais aussi au rugby à XV et à XIII.

## Biographie

### Jeunesse et formation
James Botham naît le 22 février 1998 à Cardiff au pays de Galles,. Il est le fils de Liam Botham (en), ancien joueur de cricket, de rugby à XV et de rugby à XIII, et le petit-fils de Ian Botham, également joueur de cricket et considéré comme l'un des meilleurs joueurs anglais de l'histoire de ce sport,,.
Durant sa jeunesse, ses parents déménage dans le nord de l'Angleterre en 2000. Il commence la pratique du rugby à XV dès ses sept ans au sein de la Cundall Manor prep school. Par la suite, il fréquente la Sedbergh School, basée dans le comté de Cumbria dans le Nord-Ouest de l'Angleterre, où il joue pour l'équipe de rugby à XV de l'établissement,. En parallèle, en catégorie des moins de 16 ans, il est sélectionné avec l'équipe de cricket du Yorkshire.
En 2016, alors qu'il peut également jouer pour l'Angleterre, il est sélectionné avec l'équipe du pays de Galles des moins de 18 ans qu'il souhaite représenter,,. Plus tard la même année, il intègre l'Academy (centre de formation) des Cardiff Blues,.
En novembre 2016, il fait ses débuts sénior avec les Cardiff Blues lors d'une rencontre de Coupe anglo-galloise contre les Ospreys,. Le mois suivant, il dispute deux rencontres de British and Irish Cup avec les Cardiff Blues Premiership Select (équipe réserve composée de joueur de Welsh Premiership),. En parallèle, il dispute des rencontres avec Cardiff RFC en Welsh Premiership lorsqu'il n'est pas utilisé par les Cardiff Blues.
En début d'année 2017, il participe à deux étapes des World Rugby Sevens Series avec l'équipe du pays de Galles de rugby à sept puis participe ensuite au Tournoi des Six Nations des moins de 20 ans avec l'équipe du pays de Galles des moins de 20 ans,,. La même année, il participe également au Championnat du monde junior avec cette sélection,.
À partir de février 2018, il participe de nouveau au Tournoi des Six Nations des moins de 20 ans,.

### Début de carrière professionnelle, premières capes avec le pays de Galles et victoire dans le Tournoi des Six Nations (2019-2023)
Fin janvier 2019, il dispute son premier match en Pro14 face au Connacht. En mars 2019, il signe son premier contrat professionnel avec les Cardiff Blues,. Après la signature de son contrat, il ne rejoue que deux matchs de la saison avec les Cardiff Blues.
Lors de la saison 2019-2020, il n'est que très peu sollicité et ne joue que quatre rencontres, dont trois en tant que titulaire, et inscrit ses deux premiers essais en professionnel.
Dès le début de saison 2020-2021 du Pro14, il commence les quatre premières journées dans la peau d'un titulaire. En novembre 2020, il est récompensé de son début de saison en étant sélectionné en équipe du pays de Galles durant la Coupe d'automne des nations à la suite des forfaits de Ross Moriarty et Josh Navidi. Finalement, il connaît à cette occasion ses trois premières capes internationales, dont la première contre la Géorgie, en étant titularisé à chaque fois,. En février suivant, il est retenu pour le Tournoi des Six Nations 2021 après la première journée. Pendant la compétition, il prend part à trois rencontres et remporte le Tournoi pour la première fois, s'adjugeant également la Triple couronne,,. À l'issue de la saison, il a disputé dix rencontres avec les Cardiff Blues, toutes en qualité de titulaire, et inscrit un essai. L'été suivant, il est de nouveau convoqué pour la tournée estivale où il dispute trois rencontres en tant que titulaire et inscrit son premier essai en sélection,,.
En début de saison 2021-2022, il est forcé de se faire opérer de l'épaule et rate le début de saison ainsi que la tournée d'automne. Il fait son retour sur les terrains en décembre et enchaîne trois rencontres convaincantes avant de subir une blessure à la tête début janvier. Toutefois, il rejoue à la fin du mois avec Cardiff Rugby (nouveau nom des Cardiff Blues) mais n'est ensuite pas sélectionné pour le Tournoi des Six Nations 2022,. Cette saison-là, il dispute treize rencontres en tant que titulaire et marque trois essais avec Cardiff. Au mois de juin 2022, il dispute une rencontre avec les Barbarians face à l'Espagne,.
Pendant la saison suivante, il n'est de nouveau pas sélectionné avec le pays de Galles et manque le Tournoi des Six Nations 2023 car il se fait opérer de l'appendicite début février et manque quasiment deux mois de compétition. Au total, il prend part à seize rencontres, dont treize en tant que titulaire, et marque cinq essais cette saison.

### Retour en sélection (depuis 2024)
Lors de la présaison 2023-2024, il subit une blessure à l'épaule qui l'éloigne des terrains plusieurs mois. Fin décembre, il fait son retour de blessure avec Cardiff à l'occasion de la huitième journée de l'URC et se montre décisif en contribuant à la victoire 55 à 21 de son équipe sur le terrain des Dragons en inscrivant un doublé. En janvier 2024, il est sélectionné en équipe du pays de Galles, pour la première fois depuis l'été 2021, pour le Tournoi des Six Nations. Titulaire pour la première journée contre l'Écosse, il inscrit un essai pour son retour mais les Gallois s'inclinent 26 à 27 à domicile. De plus, pendant cette rencontre, il se blesse au genou et est forcé de sortir, le rendant forfait pour la suite du Tournoi. Sa sélection termine la compétition à la dernière place sans avoir remporté un match et récolte la cuillère de bois. Fin avril, il fait son retour sur les terrains, disputant les quatre derniers matchs de la saison d'URC, et signe une prolongation de contrat de longue durée avec Cardiff. En juin, il est sélectionné pour la tournée estivale avec le pays de Galles. Il dispute les trois matchs de la tournée, dont deux en tant que titulaire.
À l'automne suivant, il est de nouveau convoqué avec le XV du Poireau. Il dispute trois rencontres, étant titulaire à deux reprises et inscrivant un essai. En début d'année suivante, il prend ensuite part au Tournoi des Six Nations. Après deux titularisations lors des deux premières journées, il n'est toutefois plus utilisé de la compétition. De retour avec Cardiff Rugby, il se montre performant pour le reste de la saison mais n'est finalement pas retenu pour la tournée estivale, Tommy Reffell et Josh Macleod (en) lui étant préféré.

## Statistiques

### Statistiques en équipe nationale

#### Jeunes
James Botham a disputé 10 matchs, sept en tant que titulaire, avec l'équipe du pays de Galles des moins de 20 ans en deux saisons, prenant part à deux éditions du Tournoi des Six Nations des moins de 20 ans en 2017 et 2018 et à une édition du Championnat du monde junior en 2017. Il a inscrit quinze points, trois essais.

#### Sénior
James Botham compte 18 capes en équipe du pays de Galles, dont 13 en tant que titulaire, depuis sa première sélection le 21 novembre 2020 face à la Géorgie. Il a inscrit 15 points, 3 essais.

## Palmarès
- Vainqueur du Tournoi des Six Nations en 2021 avec le pays de Galles.
- Vainqueur de la Triple couronne en 2021 avec le pays de Galles.